# Миколаївський коледж музичного мистецтва
Миколаївський коледж музичного мистецтва — заклад вищої освіти I ступеня акредитації в Миколаєві. До 2018 року — Миколаївське державне вище музичне училище

## Історія
16 березня 1900 року Головна Дирекція Російського музичного товариства на своєму засіданні дозволила перетворити з початку наступного навчального року (1 вересня 1900 року) музичні класи Миколаївського відділення в музичне училище.
У 1900—1919 роках заклад називався Миколаївським імператорським музичним училищем, а з  1919 року — Вільною народною  консерваторією, з 1923 року — Музичною професійною школою, з 1931 року — Музичним технікумом, з 1937 року — Миколаївським  музичним училищем, В 1941 році у зв'язку з початком німецько-радянської війни училище припинило своє функціювання. Діяльність навчального закладу, вже як державного музичного училища, була відновлена лише у 1959 році.
Вагому роль у становленні та  розвитку училища відіграли: піаністка Т. Антонова, скрипаль Й. Карбулька, баяніст Л. Непомнящий, хормейстер В. Кучеровський, який у 1966—1989 роках обіймав посаду директора, заступник директора з навчальної роботи В. Котова.
У 1999 році у зв'язку з реформою системи вищої освіти в Україні училище стало вищим навчальним закладом I рівня акредитації. З 2018 — сучасна назва.
30 випускникам  МДВМУ  присвоєні почесні звання: «Народний артист України», «Заслужений діяч мистецтв України», «Заслужений працівник культури України», «Заслужений артист України». Випускники училища працюють в  багатьох творчих колективах України та за її межами, в навчальних закладах країни,

## Сучасність
Училище  готує молодших спеціалістів за спеціальністю «Музичне мистецтво», яка включає 8 спеціалізацій: «Фортепіано», «Оркестрові струнні інструменти», «Оркестрові духові та ударні інструменти», «Народні інструменти», «Музичне мистецтво естради», «Спів», «Хорове диригування», «Теорія музики».
Щорічно музичне училище приймає на навчання понад 60 молодих талановитих музикантів.
З 1989 року училище очолює  Сирота А. А. — Заслужений діяч мистецтв України.
Навчально-виховний процес здійснюють 112 викладачів.
Училище є засновником Регіонального фестивалю виконавців на народних інструментах ім. Г. Манілова, Всеукраїнського відкритого конкурсу хорових диригентів «Сонячний струм», Всеукраїнського відкритого конкурсу джазових виконавців «Performance Jazz».

## Випускники
Відомими випускниками училища є Кім Брейтбург, Андрій Васін, Іван Кучер, Оксана Мадараш, Микола Миколайчук, Н. Петрушенко, Михайло Полторак, Олег Таганов, Микола Трубач, Олександр Сирота, Тетяна Ярова та інші.

## Викладачі
- Калмиков Степан Тимофійович — заслужений працівник культури УРСР
- Карбулька Йосип Йосипович — музикант, композитор.
- Кучеровський Володимир Володимирович — хормейстер, директор училища.
- Миколайчук Микола Іванович — заслужений працівник культури України.